# Bobby Beausoleil
Bobby Beausoleil, all'anagrafe Robert Kenneth Beausoleil (Santa Barbara, 6 novembre 1947), è un criminale, musicista e attore statunitense, condannato all'ergastolo per gli omicidi compiuti dai membri della "Famiglia Manson", guidata da Charles Manson.
Beausoleil uccise l'insegnante di musica Gary Hinman il 27 luglio del 1969, ed è attualmente in carcere sin dal suo arresto per questo crimine. All'epoca dell'omicidio di Hinman, Beausoleil era un giovane aspirante musicista e attore.

## Biografia

### Esordi
Verso il 1965, Beausoleil fece parte per un po' del complesso Grass Roots di Arthur Lee, che poi cambiò nome in Love. Nel 1966 si unì a un gruppo chiamato The Orkustra (allusione alla Arkestra del musicista jazz Sun Ra); uno dei suoi elementi, David LaFlamme, ebbe notevole successo in seguito con il gruppo It's a Beautiful Day. Dopo la breve permanenza negli Orkustra, Beausoleil costituì un gruppo proprio, The Magick Powerhouse of Oz. La condanna mise temporaneamente fine alla sua carriera musicale.
Bobby Beausoleil avrebbe dovuto essere protagonista del film underground Lucifer Rising di Kenneth Anger, ma poco dopo l'inizio delle riprese i due litigarono e il progetto fu interrotto. Alcune scene finirono poi nel cortometraggio del 1969 Invocation of My Demon Brother e nella nuova versione di Lucifer Rising del 1972. Per il film inoltre compone e registra la colonna sonora, che sarà poi pubblicata nell'album Lucifer Rising nel 1980. Beausoleil appare anche in un filmino porno-softcore, The Ramrodder (o Savage Passion), insieme alla fidanzata dell'epoca, Catherine Share, poi entrata a sua volta nella Manson Family, e lo si vede brevemente come Cupido in Mondo Hollywood (1967), un documentario sul clima politico e sociale nella Los Angeles dell'epoca.

### Manson Family
Nel 1968, Beausoleil abitava nella casa di Gary Hinman a Topanga Canyon quando conobbe Charles Manson ed entrò a far parte della sua comune hippy denominata "Family".

### Omicidio Hinman
Come spiegato nel libro Helter Skelter, Hinman fu assassinato per via dei soldi che, secondo Charles Manson, egli doveva alla "Family". Fu anche il primo di una serie di omicidi commessi da membri della Manson Family per dare inizio all'apocalisse dell'"Helter Skelter", un'imminente "guerra razziale" che, sempre secondo Manson, doveva essere ispirata alle canzoni dei Beatles e sarebbe scoppiata nell'estate 1969 decimando la popolazione mondiale.
Complici di Beausoleil, la sera del 27 luglio 1969, furono Susan Atkins e Mary Brunner, entrambe poi coinvolte in altri crimini della setta. Beausoleil disse che Hinman gli aveva venduto mescalina scadente che egli aveva rivenduto a sua volta a una gang di motociclisti, gli "Straight Satans". Quando questi gli chiesero indietro i soldi, Manson ordinò a Beausoleil di andare a casa di Hinman per fare altrettanto. A quanto pare, Hinman si rifiutò dicendo: «Non ho un soldo da darti». Beausoleil telefonò a Manson per riferirlo, mentre Beausoleil, Atkins e Brunner tennero prigioniero Hinman in casa per due giorni, tentando di convincerlo a restituire i soldi.
Quindi Manson arrivò sul posto, mozzò un orecchio a Hinman con la spada che spesso portava con sé, e ordinò a Beausoleil di ucciderlo. Beausoleil prese a pugnalarlo, mentre Hinman intonava un canto buddista. Dopo averlo ucciso, su una parete della casa scrisse col sangue della vittima "Political piggy" ("maialino politico") e lasciò un'impronta della mano sinistra, simbolo delle Pantere Nere, per far attribuire a loro l'omicidio.

### Arresto e condanna
Il 6 agosto 1969 Beausoleil fu arrestato sull'autostrada alla guida dell'auto di Hinman.
Il 18 aprile 1970 Beausoleil, all'epoca ventiduenne, fu riconosciuto colpevole di omicidio volontario e condannato a morte. La condanna fu commutata in ergastolo nel 1972, quando lo Stato della California abolì la pena di morte.
Alla fine degli anni settanta, con il permesso del direttore del carcere, Beausoleil scrisse e registrò la musica per il film Lucifer Rising di Kenneth Anger, dopo che la prima scelta di Anger, Jimmy Page dei Led Zeppelin, non lo aveva soddisfatto. La musica è stata pubblicata su CD nel 2005. Sempre dal carcere, Beausoleil ha composto e prodotto altri due album di musica strumentale, Orb e Mantra.
Truman Capote intervistò Beausoleil mentre questi era detenuto nel carcere di San Quintino e pubblicò l'intervista sotto forma di racconto, Then It All Came Down, incluso in Musica per camaleonti.
Nel 2010 gli è stata rifiutata la libertà sulla parola; il riesame era stato fissato il 19 febbraio 2015, ma la decisione è poi stata sospesa per l'opposizione espressa da familiari delle vittime della Manson Family. Dal 2015, Bobby Beausoleil sconta la sua pena nel California Medical Facility della città di Vacaville, California.

## Filmografia
- Mondo Hollywood (1967)
- The Ramrodder alias Savage Passion (1969)
- Invocation of My Demon Brother, regia di Kenneth Anger (1969)
- Lucifer Rising, regia di Kenneth Anger (1980) - spezzoni risalenti al 1966

## Discografia

### Album in studio
- 1980 - Lucifer Rising
- 1998 - Mantra: Soundscapes for Meditation
- 2006 - 7
- 2006 - Orb
- 2006 - Running with the White Wolf

### Compilation
- 2005 - Dreamways of the Mystic
- 2007 - Dreamways of the Mystic, Vol. 1
- 2007 - Dreamways of the Mystic, Vol. 2
- 2009 - The Lucifer Rising Suite